# Belvèze
Belvèze est une commune française, située dans le nord-ouest du département de Tarn-et-Garonne en région Occitanie.
Sur le plan historique et culturel, la commune est dans le Quercy Blanc, correspondant à la partie méridionale du Quercy, devant son nom à ses calcaires lacustres du Tertiaire.
Exposée à un climat océanique altéré, elle est drainée par la Séoune et par divers autres petits cours d'eau. La commune possède un patrimoine naturel remarquable :  un espace protégé (le « plaine de la Tourderie ») et deux zones naturelles d'intérêt écologique, faunistique et floristique.
Belvèze est une commune rurale qui compte 221 habitants en 2022, après avoir connu un pic de population de 852 habitants en 1806.  Ses habitants sont appelés les Belvézois ou  Belvézoises.

## Géographie

### Localisation
Commune située dans le Quercy et plus précisément en Quercy blanc.

### Communes limitrophes
La commune est limitrophe du département du Lot.
Les communes limitrophes sont  Bouloc-en-Quercy, Lauzerte, Montaigu-de-Quercy et Montcuq-en-Quercy-Blanc.
|                    |                  |                               |
| Montaigu-de-Quercy | Belvèze          | Montcuq-en-Quercy-Blanc (Lot) |
| Lauzerte           | Bouloc-en-Quercy |                               |

### Hydrographie

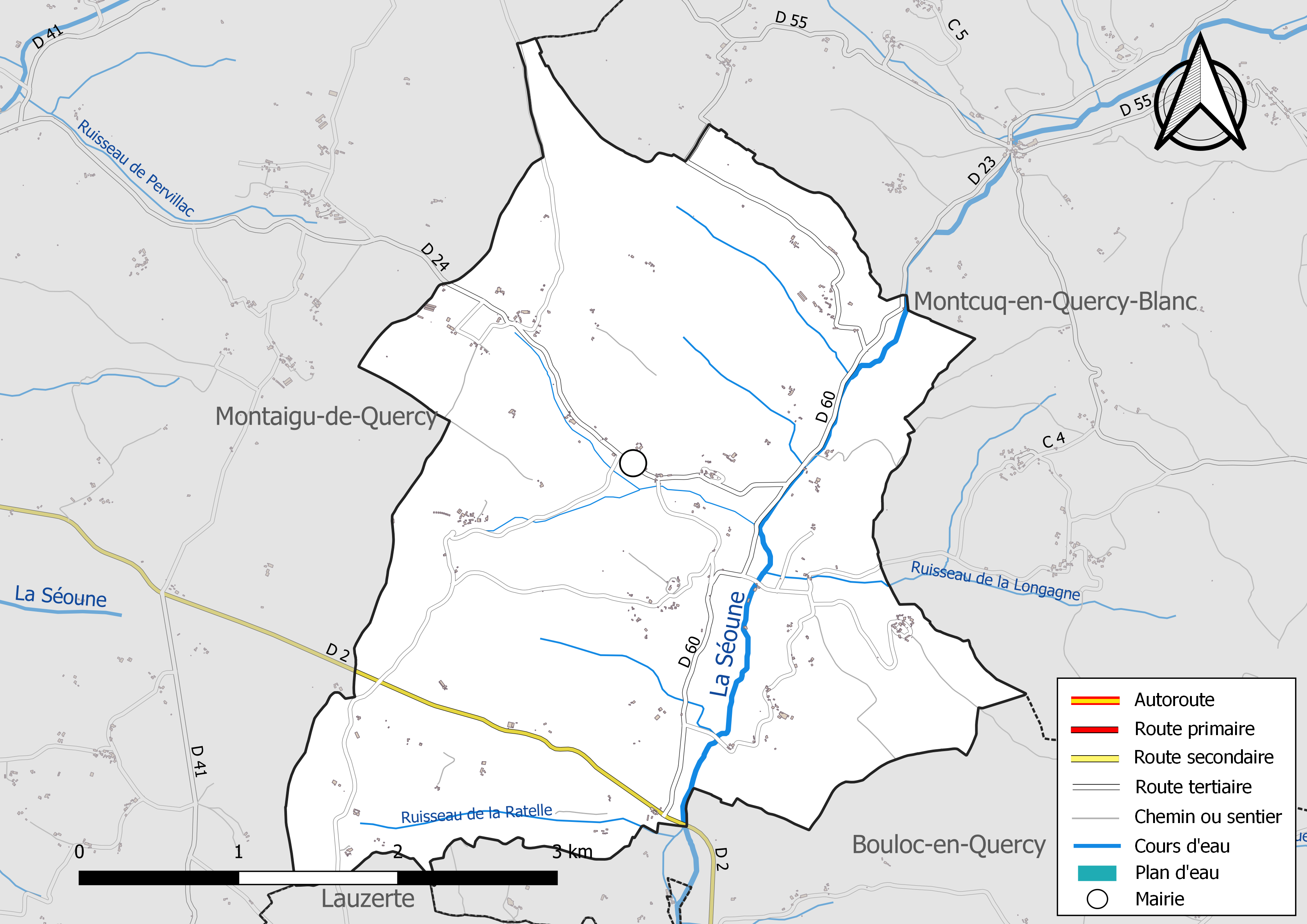
Réseaux hydrographique et routier de Belvèze.

La commune est dans le bassin versant de la Garonne, au sein du bassin hydrographique Adour-Garonne. Elle est drainée par la Séoune, un bras de la Séoune, le ruisseau de la Longagne, le ruisseau de la Ratelle et par divers petits cours d'eau, constituant un réseau hydrographique de 11 km de longueur totale,.
La Séoune, d'une longueur totale de 64,9 km, prend sa source dans la commune de Sauzet et s'écoule du nord-est au sud-ouest. Elle traverse la commune et se jette dans la Garonne à Sauveterre-Saint-Denis, après avoir traversé 24 communes.

### Climat
Pour des articles plus généraux, voir Climat de l'Occitanie et Climat de Tarn-et-Garonne.
En 2010, le climat de la commune est de type climat du Bassin du Sud-Ouest, selon une étude du Centre national de la recherche scientifique s'appuyant sur une série de données couvrant la période 1971-2000. En 2020, Météo-France publie une typologie des climats de la France métropolitaine dans laquelle la commune est exposée à un climat océanique altéré et est dans la région climatique Aquitaine, Gascogne, caractérisée par une pluviométrie abondante au printemps, modérée en automne, un faible ensoleillement au printemps, un été chaud (19,5 °C), des vents faibles, des brouillards fréquents en automne et en hiver et des orages fréquents en été (15 à 20 jours).
Pour la période 1971-2000, la température annuelle moyenne est de 12,6 °C, avec une amplitude thermique annuelle de 15,4 °C. Le cumul annuel moyen de précipitations est de 838 mm, avec 11,2 jours de précipitations en janvier et 6,3 jours en juillet. Pour la période 1991-2020, la température moyenne annuelle observée sur la station météorologique de Météo-France la plus proche, « Montcuq - Rouil », sur la commune de Montcuq-en-Quercy-Blanc à 9 km à vol d'oiseau, est de 13,4 °C et le cumul annuel moyen de précipitations est de 830,2 mm. 
La température maximale relevée sur cette station est de 41,8 °C, atteinte le 4 août 2003 ; la température minimale est de −19 °C, atteinte le 16 janvier 1985,,.
Les paramètres climatiques de la commune ont été estimés pour le milieu du siècle (2041-2070) selon différents scénarios d'émission de gaz à effet de serre à partir des nouvelles projections climatiques de référence DRIAS-2020. Ils sont consultables sur un site dédié publié par Météo-France en novembre 2022.

### Milieux naturels et biodiversité

#### Espaces protégés
La protection réglementaire est le mode d’intervention le plus fort pour préserver des espaces naturels remarquables et leur biodiversité associée,.
Un  espace protégé est présent sur la commune : 
la « plaine de la Tourderie », un terrain acquis (ou assimilé) par un conservatoire d'espaces naturels, d'une superficie de 19,6 ha.

#### Zones naturelles d'intérêt écologique, faunistique et floristique

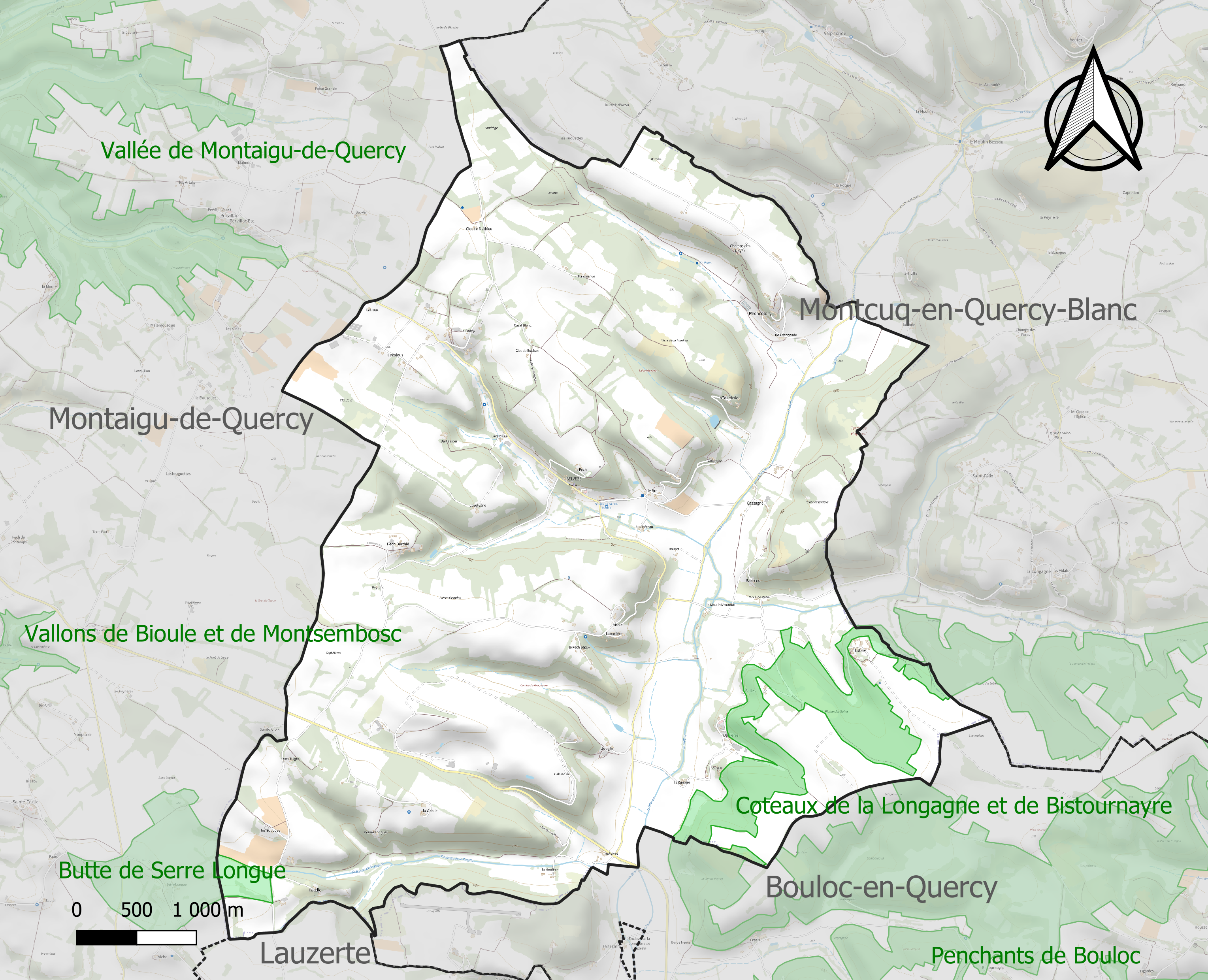
Carte des ZNIEFF de type 1 localisées sur la commune.

L’inventaire des zones naturelles d'intérêt écologique, faunistique et floristique (ZNIEFF) a pour objectif de réaliser une couverture des zones les plus intéressantes sur le plan écologique, essentiellement dans la perspective d’améliorer la connaissance du patrimoine naturel national et de fournir aux différents décideurs un outil d’aide à la prise en compte de l’environnement dans l’aménagement du territoire.
Deux ZNIEFF de type 1 sont recensées sur la commune :
la « butte de serre Longue » (49 ha), couvrant 2 communes du département, et 
les « coteaux de la Longagne et de Bistournayre » (493 ha), couvrant 5 communes dont deux dans le Lot et trois dans le Tarn-et-Garonne.

## Urbanisme

### Typologie
Au 1er janvier 2024, Belvèze est catégorisée commune rurale à habitat très dispersé, selon la nouvelle grille communale de densité à sept niveaux définie par l'Insee en 2022.
Elle est située hors unité urbaine et hors attraction des villes,.

### Occupation des sols
L'occupation des sols de la commune, telle qu'elle ressort de la base de données européenne d’occupation biophysique des sols Corine Land Cover (CLC), est marquée par l'importance des territoires agricoles (67,2 % en 2018), en diminution par rapport à 1990 (68,1 %). La répartition détaillée en 2018 est la suivante : 
zones agricoles hétérogènes (42,2 %), forêts (28,7 %), terres arables (24,1 %), mines, décharges et chantiers (4,1 %), prairies (0,9 %). L'évolution de l’occupation des sols de la commune et de ses infrastructures peut être observée sur les différentes représentations cartographiques du territoire : la carte de Cassini (XVIIIe siècle), la carte d'état-major (1820-1866) et les cartes ou photos aériennes de l'IGN pour la période actuelle (1950 à aujourd'hui).

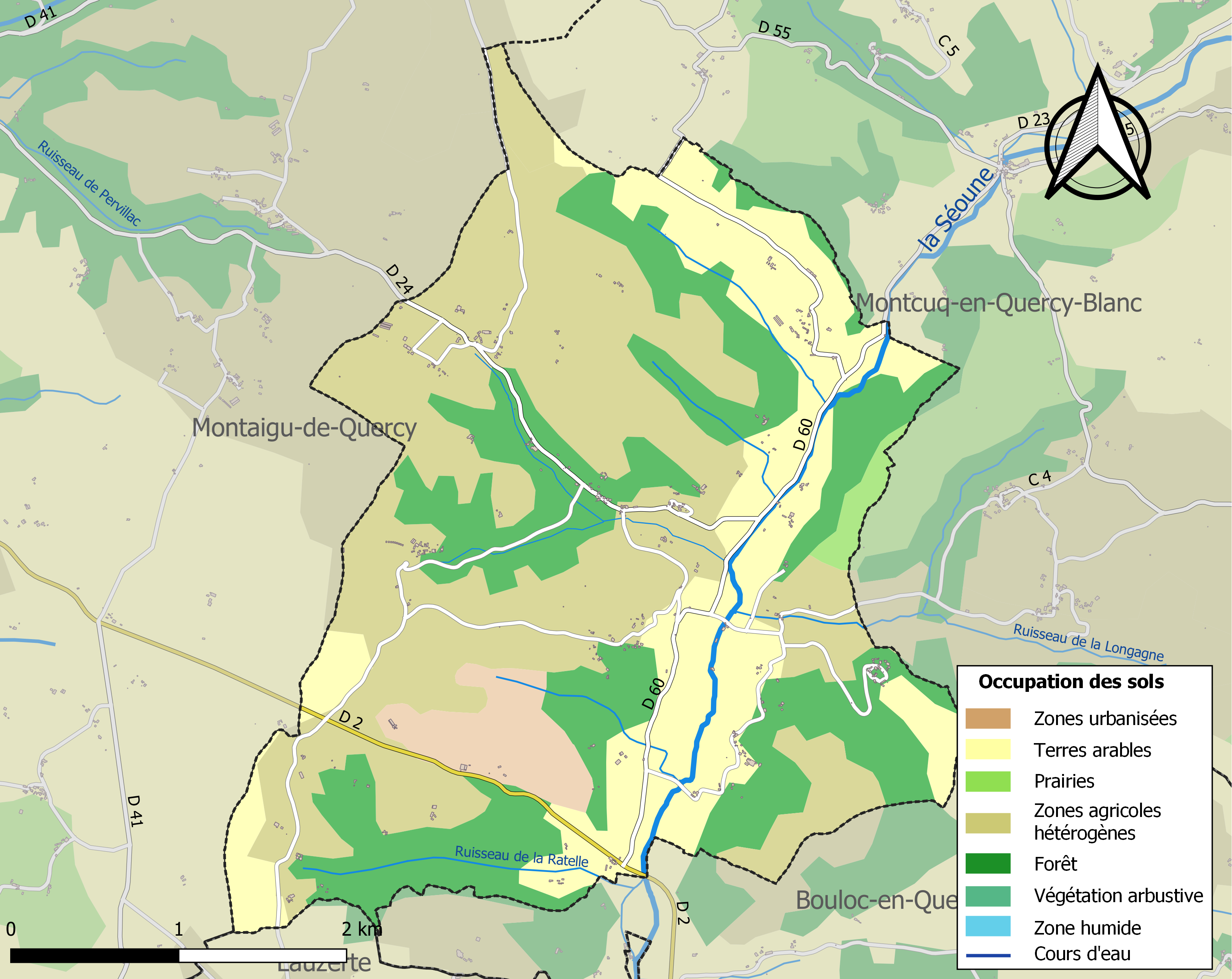
Carte des infrastructures et de l'occupation des sols de la commune en 2018 (CLC).

### Risques majeurs
Le territoire de la commune de Belvèze est vulnérable à différents aléas naturels : météorologiques (tempête, orage, neige, grand froid, canicule ou sécheresse), inondations, mouvements de terrains et séisme (sismicité très faible). Il est également exposé à un risque technologique,  le transport de matières dangereuses. Un site publié par le BRGM permet d'évaluer simplement et rapidement les risques d'un bien localisé soit par son adresse soit par le numéro de sa parcelle.

#### Risques naturels
Certaines parties du territoire communal sont susceptibles d’être affectées par le risque d’inondation par débordement de cours d'eau, notamment la Séoune. La cartographie des zones inondables en ex-Midi-Pyrénées réalisée dans le cadre du XIe Contrat de plan État-région, visant à informer les citoyens et les décideurs sur le risque d’inondation, est accessible sur le site de la DREAL Occitanie. La commune a été reconnue en état de catastrophe naturelle au titre des dommages causés par les inondations et coulées de boue survenues en 1982, 1996, 1999, 2000 et 2007,.
Belvèze est exposée au risque de feu de forêt. Le département de Tarn-et-Garonne présentant toutefois globalement un niveau d’aléa moyen à faible très localisé, aucun Plan départemental de protection des forêts contre les risques d’incendie de forêt (PFCIF) n'a été élaboré. Le débroussaillement aux abords des maisons constitue l’une des meilleures protections pour les particuliers contre le feu,.

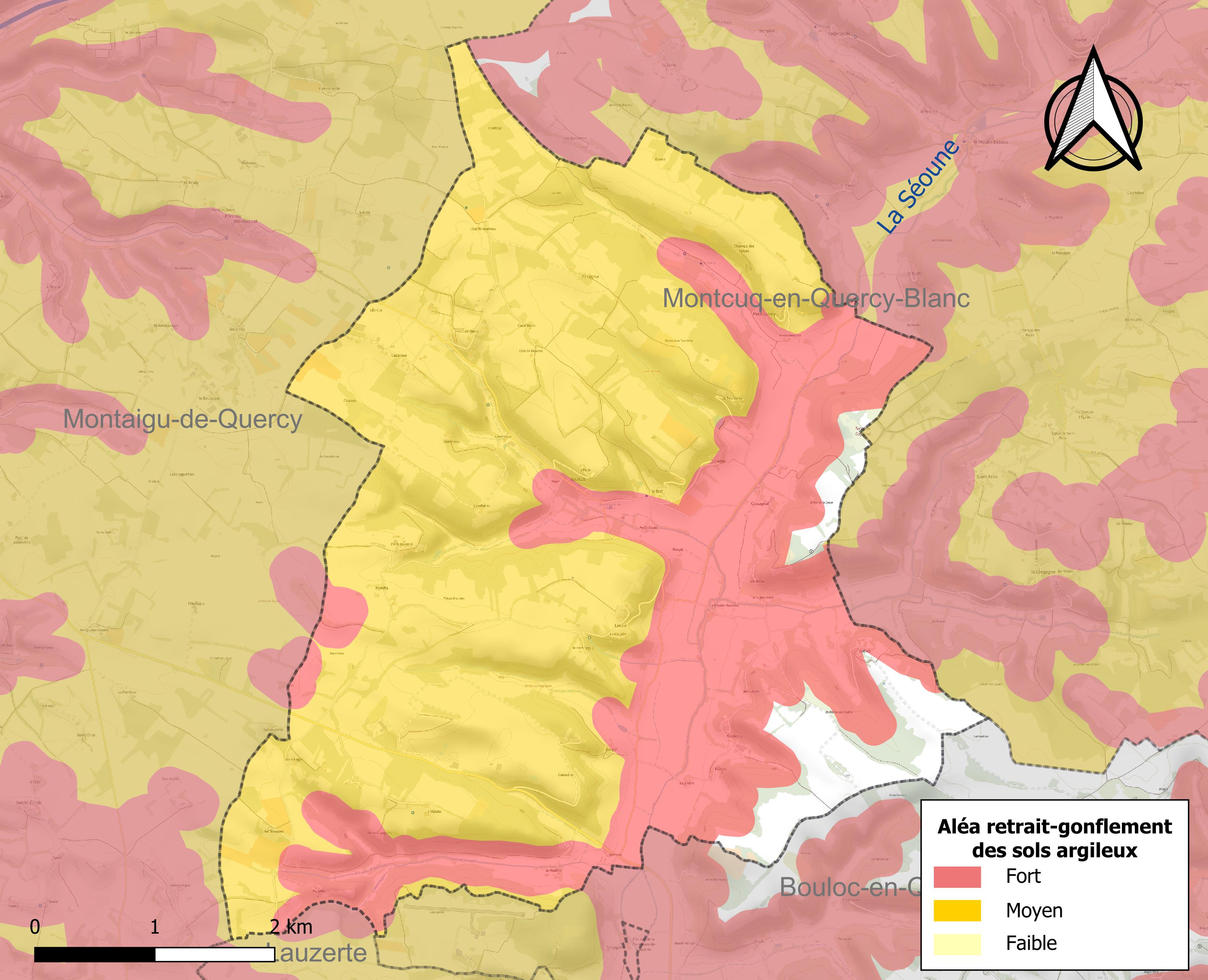
Carte des zones d'aléa retrait-gonflement des sols argileux de Belvèze.

Les mouvements de terrains susceptibles de se produire sur la commune sont des tassements différentiels.
Le retrait-gonflement des sols argileux est susceptible d'engendrer des dommages importants aux bâtiments en cas d’alternance de périodes de sécheresse et de pluie. 94 % de la superficie communale est en aléa moyen ou fort (92 % au niveau départemental et 48,5 % au niveau national). Sur les 157 bâtiments dénombrés sur la commune en 2019, 156 sont en aléa moyen ou fort, soit 99 %, à comparer aux 96 % au niveau départemental et 54 % au niveau national. Une cartographie de l'exposition du territoire national au retrait gonflement des sols argileux est disponible sur le site du BRGM,.
Par ailleurs, afin de mieux appréhender le risque d’affaissement de terrain, l'inventaire national des cavités souterraines permet de localiser celles situées sur la commune.
Concernant les mouvements de terrains, la commune a été reconnue en état de catastrophe naturelle au titre des dommages causés par la sécheresse en 2003 et par des mouvements de terrain en 1999.

#### Risques technologiques
Le risque de transport de matières dangereuses sur la commune est lié à sa traversée par des infrastructures routières ou ferroviaires importantes ou la présence d'une canalisation de transport d'hydrocarbures. Un accident se produisant sur de telles infrastructures est susceptible d’avoir des effets graves sur les biens, les personnes ou l'environnement, selon la nature du matériau transporté. Des dispositions d’urbanisme peuvent être préconisées en conséquence.

## Toponymie
Le nom de la localité est attesté sous les formes Valbazes, Valbase, Valbazer, Vallebaze et Valbazes. Le nom occitan Velbaser a été proposé par Patrici Pojada.
Selon Ernest Nègre le nom est issu de l’occitan bèl et vezer, signifiant « bel aspect » soit la même étymologie que pour les communes nommées Belbèze et Beauvezer. « Mais les sources paléographiques indiquent clairement qu’il s’agit d’un ancien Valbaze attesté dès 1063. Il est constitué de deux éléments dont le premier est manifestement l’occitan val qui désigne une vallée ; le second est plus obscur ».
« Alors la question se pose de savoir pourquoi ce nom est devenu Belvèze, forme qui apparaît pour la première fois sur la carte de Cassini, à la fin du XVIIIe siècle.  Une étude du parler local indique que dans un tout petit secteur où se trouve cette commune, les gens disent bél pour désigner un « val ». Un phénomène identique se retrouve dans une zone située dans le Gers, où les gens disent béth au lieu de bath pour l’héritier du latin vallem. Les enquêteurs de Cassini, à l’audition de ce bél n’ont pas reconnu le val habituel et ont donc transformé le nom pour qu’il ressemble à quelque chose de connu, pratiquant ce qu’on appelle en toponymie une "remotivation" ».

## Héraldique
| Blason de Belvèze | Blason  | D'azur à la rivière ondée d'argent accompagnée en chef de trois croisettes au pied fiché d'or et en pointe, de trois épis de blé tigés et feuillés d'or, un posé en pal, celui à sénestre posé en barre et celui à dextre posé bande. |
| Blason de Belvèze | Détails | Le statut officiel du blason reste à déterminer. |

## Politique et administration
| Période   | Période  | Identité     | Étiquette | Qualité                                |
| --------- | -------- | ------------ | --------- | -------------------------------------- |
| mars 2001 | En cours | Claude Veril | PRG       | Président de la Communauté de communes |

## Démographie
L'évolution du nombre d'habitants est connue à travers les recensements de la population effectués dans la commune depuis 1793. Pour les communes de moins de 10 000 habitants, une enquête de recensement portant sur toute la population est réalisée tous les cinq ans, les populations de référence des années intermédiaires étant quant à elles estimées par interpolation ou extrapolation. Pour la commune, le premier recensement exhaustif entrant dans le cadre du nouveau dispositif a été réalisé en 2008.

En 2022, la commune comptait 221 habitants, en évolution de +7,8 % par rapport à 2016 (Tarn-et-Garonne : +3,12 %, France hors Mayotte : +2,11 %).
| 1793 | 1800 | 1806 | 1821 | 1831 | 1836 | 1841 | 1846 | 1851 |
| ---- | ---- | ---- | ---- | ---- | ---- | ---- | ---- | ---- |
| 536  | 842  | 852  | 850  | 809  | 794  | 804  | 689  | 761  |

| 1856 | 1861 | 1866 | 1872 | 1876 | 1881 | 1886 | 1891 | 1896 |
| ---- | ---- | ---- | ---- | ---- | ---- | ---- | ---- | ---- |
| 718  | 681  | 632  | 600  | 594  | 575  | 505  | 563  | 512  |

| 1901 | 1906 | 1911 | 1921 | 1926 | 1931 | 1936 | 1946 | 1954 |
| ---- | ---- | ---- | ---- | ---- | ---- | ---- | ---- | ---- |
| 516  | 432  | 410  | 324  | 330  | 361  | 309  | 288  | 286  |

| 1962 | 1968 | 1975 | 1982 | 1990 | 1999 | 2006 | 2008 | 2013 |
| ---- | ---- | ---- | ---- | ---- | ---- | ---- | ---- | ---- |
| 252  | 211  | 178  | 177  | 192  | 205  | 210  | 212  | 205  |

| 2018 | 2022 | - | - | - | - | - | - | - |
| ---- | ---- | - | - | - | - | - | - | - |
| 214  | 221  | - | - | - | - | - | - | - |

## Économie

### Revenus
En 2018, la commune compte 78 ménages fiscaux, regroupant 164 personnes. La médiane du revenu disponible par unité de consommation est de 19 930 € (20 140 € dans le département).

### Emploi
|                | 2008  | 2013   | 2018   |
| -------------- | ----- | ------ | ------ |
| Commune        | 7,6 % | 6,1 %  | 4,4 %  |
| Département    | 8,4 % | 10,2 % | 10,3 % |
| France entière | 8,3 % | 10 %   | 10 %   |

En 2018, la population âgée de 15 à 64 ans s'élève à 114 personnes, parmi lesquelles on compte 69,3 % d'actifs (64,9 % ayant un emploi et 4,4 % de chômeurs) et 30,7 % d'inactifs,. Depuis 2008, le taux de chômage communal (au sens du recensement) des 15-64 ans est inférieur à celui de la France et du département.
La commune est hors attraction des villes,. Elle compte 69 emplois en 2018, contre 53 en 2013 et 61 en 2008. Le nombre d'actifs ayant un emploi résidant dans la commune est de 76, soit un indicateur de concentration d'emploi de 90,8 % et un taux d'activité parmi les 15 ans ou plus de 44,8 %.
Sur ces 76 actifs de 15 ans ou plus ayant un emploi, 34 travaillent dans la commune, soit 45 % des habitants. Pour se rendre au travail, 94,7 % des habitants utilisent un véhicule personnel ou de fonction à quatre roues, 1,3 % s'y rendent en deux-roues, à vélo ou à pied et 3,9 % n'ont pas besoin de transport (travail au domicile).

### Activités hors agriculture
22 établissements sont implantés  à Belvèze au 31 décembre 2019.
Le secteur de la construction est prépondérant sur la commune puisqu'il représente 27,3 % du nombre total d'établissements de la commune (6 sur les 22 entreprises implantées  à Belvèze), contre 14,9 % au niveau départemental.

### Agriculture
|               | 1988 | 2000  | 2010 | 2020 |
| ------------- | ---- | ----- | ---- | ---- |
| Exploitations | 25   | 17    | 10   | 8    |
| SAU (ha)      | 810  | 1 021 | 899  | 893  |

La commune est dans le Quercy Blanc, une petite région agricole ne concernant qu'une commune du département de Tarn-et-Garonne. En 2020, l'orientation technico-économique de l'agriculture  sur la commune est l'exploitation de grandes cultures (hors céréales et oléoprotéagineuses). Huit exploitations agricoles ayant leur siège dans la commune sont dénombrées lors du recensement agricole de 2020 (25 en 1988). La superficie agricole utilisée est de 893 ha,,.

## Culture locale et patrimoine

### Lieux et monuments
- L'église paroissiale Saint-Hilaire de Belvèze. L'édifice est référencé dans la base Mérimée et à l'Inventaire général Région Occitanie[38]. Le mobilier de l'église est référencé dans la base Palissy[38].
- Église Saint-Jean d'Olmières. L'édifice est référencé dans la base Mérimée et à l'Inventaire général Région Occitanie[39]. Le mobilier de l'église est référencé dans la base Palissy[39].
- L'ancienne église paroissiale Saint-Martin, détruite, nef du 12e siècle ; chœur reconstruit dans la 2e moitié du 15e siècle[40].
- L'église Saint-Martin de Sept-Albres[41]. L'édifice est référencé dans la base Mérimée et à l'Inventaire général Région Occitanie[42].
- La Ferme de Ratelle, inscrite au titre des monuments historiques en 1995[43]. Cette ferme a conservé le plan traditionnel des fermes du Quercy. À proximité de la ferme, au fond du vallon, on trouve une fontaine et un lavoir entourés de quelques chênes pluricentenaires.

### Personnalités liées à la commune
- Jean-Baptiste du Cos, seigneur de Belbèze, officier au service de l'infant d'Espagne don Carlos, tué à la bataille de Plaisance

## Pour approfondir